# 新生站 (北海道)

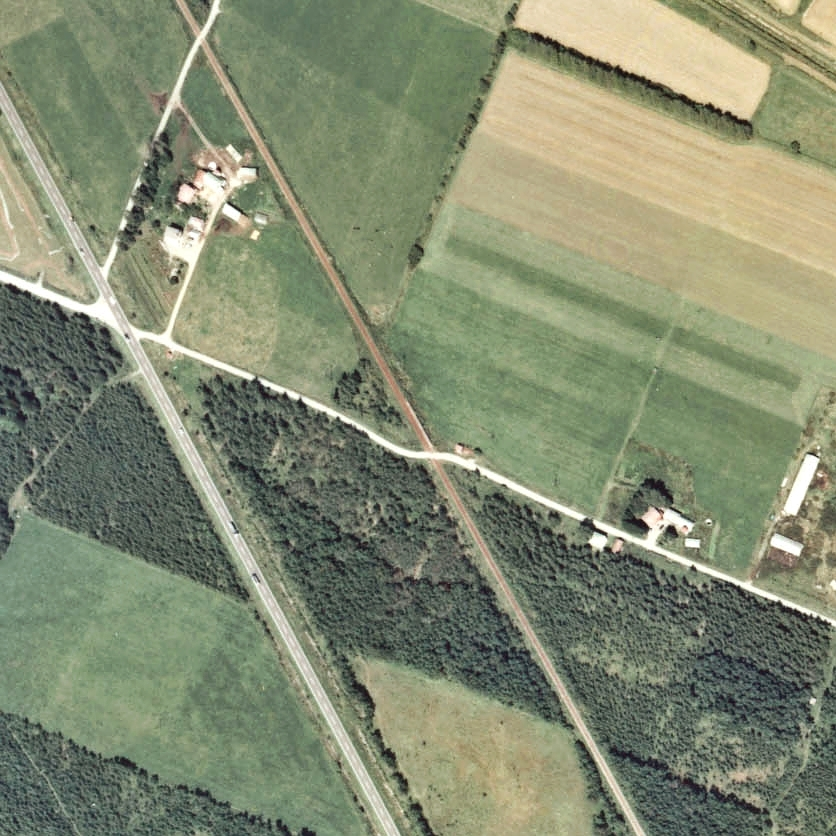
1977年的新生站與方圓約500米範圍。下方是廣尾方向。

新生站（日语：／ Shinsei eki */?）是位於北海道廣尾郡廣尾町字野塚，日本國有鐵道（國鐵）的廣尾線車站（廢站）。隨著廣尾線全線廢線，車站在1987年（昭和62年）2月2日廢除。

## 歷史
- 1960年（昭和35年）4月15日 - 國有鐵道廣尾線車站啟用。此站為請願車站[2]。當時為旅客車站[1]。
- 1987年（昭和62年）2月2日 - 廣尾線全線廢除，此站也廢除[1]。

### 站名的由來
在開業前年的1959年（昭和34年），當地的「南野塚」和「東野塚」2村落合併，合併後有一座新的村落，因而名為「新生」，車站也名為新生。

## 車站構造
截至車站廢除前，此站是地面車站，設有1面1線的單式月台。月台位於路軌東南方（廣尾方向的列車會開啟左邊車門）。此站沒有轉轍器。
在車站啟用時已經是無人車站，沒有車站大樓。月台南邊出入口附近設有候車室。站內另外設有廁所和單車停泊處。

## 使用狀況
在1981年度（昭和56年度），1日平均上下車人次為4人。

## 車站周邊
- 國道336號（日语：国道336号）
- 廣尾海濱公園 - 車站東南方2公里[2]。該處設有水族館、營地和休憩處。
- 十勝巴士（日语：十勝バス）「新生」巴士站

## 現況
截至2011年（平成23年），在路肩下的候車室、廁所和單車停泊處已經老化，但仍然存在。候車室的出入口已經坍塌被，內部長椅還存在。

## 相鄰車站
日本國有鐵道
廣尾線
野塚－新生－廣尾

## 注腳
1. 1 2 3 4  石野哲（編）. . JTB. 1998: 891. ISBN 978-4-533-02980-6 （日语）.
2. 1 2 3 4 5  書籍《国鉄全線各駅停車1 北海道690駅》（小學館，1983年7月發行）140頁。
3. ↑   第1版. 札幌市: 日本国有鉄道北海道総局. 1973-3-25: 143. ASIN B000J9RBUY （日语）.
4. ↑  書籍《北海道の鉄道廃線跡》（著：本久公洋，北海道新聞社，2011年9月發行）192頁。
5. ↑  書籍《北海道の鉄道廃線跡》（著：本久公洋，北海道新聞社，2011年9月發行）190-191頁。